# Panmure (Nouvelle-Zélande)
Panmure est un faubourg du sud-est de la ville d'Auckland, sur l'île du Nord en Nouvelle-Zélande. Il est situé à 11 kilomètres au sud-est du centre ville, proche du fleuve Tamaki et du bassin de Panmure (Kaiahiku). Au nord se trouve le faubourg de Tamaki et à l'ouest celui Mount Wellington.
Située sur la rivière Tamaki, Panmure était préférée par Felton Mathew pour être la nouvelle capitale de la Nouvelle-Zélande. William Hobson, cependant, en décida autrement et la nouvelle ville d'Auckland fut érigée plus à l'ouest le long des rives du port de Waitemata. Panmure était une ville et un port important puisqu'elle était stratégiquement placée à l'endroit le plus étroit de l'isthme qui fut une région très occupée lors des guerres maories des années 1860. Même après la venue du chemin de fer, Panmure continua à jouer le rôle de Hub pour le transport - Les bateaux à vapeur arrivant d'Auckland et en route pour les mines d'or du Coromandel passaient par ici.
Panmure a aussi eu une longue histoire en tant que quartier industriel et résidentiel et depuis les années 1950 était à la limite de la zone urbaine d'Auckland. C'est seulement avec le remplacement des anciens ponts par de nouvelles structures que la région de Pakuranga, sur la rive opposée de la rivière Tamaki, est devenue un nouveau quartier d'Auckland.